# 小野寺利孝
小野寺利孝 (Onodera Toshitaka)，1941年生，日本著名律师。
1965年，日本中央大学法学部毕业，曾任日本青年律师协会干事长、会长、日本民主律师协会干事长，现任中国人战争受害赔偿诉讼日本律师辩护团干事长。多年来代理中国民间对日赔偿诉讼案件，均为免费。